# Groninger Encyclopedie
De Groninger Encyclopedie is een provinciale encyclopedie door Kornelis ter Laan uitgegeven in twee delen in 1954 en 1955. In navolging hiervan verscheen er in Groningen in 1999 een driedelige Nieuwe Groninger Encyclopedie.
In de jaren 1950 verschenen er in Noord-Nederland voor het eerst provinciale encyclopedieën, en dit is langere tijd een typisch Noord-Nederlands verschijnsel gebleven. In 1954 verscheen de eerste encyclopedie in Groningen, en in 1958 volgde Friesland met de Encyclopedie van Friesland dit voorbeeld. In 1975 volgde hierop de tweedelige Encyclopedie van het hedendaagse Friesland, waarin de laatste twintig jaar was besproken. In 1999 volgde een driedelig werk in Groningen, en in 2003 volgde Drenthe met de Encyclopedie van Drenthe. In het zuiden van Nederland waren in 1982-1984 de Encyclopedie van Zeeland en in 1985 de Encyclopedie van Noord-Brabant verschenen.
De Groninger Encyclopedie was een project van Kornelis ter Laan, dat hij reeds op jonge leeftijd had voorgenomen samen met een Groninger woordenboek en een werk over Groninger folklore. In 1929 was de eerste verschenen als het Nieuw Groninger Woordenboek. In 1951 werd Ter Laan 80 jaar en was net de tweede druk van het woordenboek uitgekomen, en stond die Groninger encyclopedie nog op stapel.
In 1953 werd het verschijnen van de encyclopedie aangekondigd in de Leeuwarder courant. Hierbij werd vermeld dat inhoud bestond uit de "gehele geschiedenis van Groningen, van de tijd der Romeinen af behandeld en verder aardrijkskunde, waterstaat, onderwijs, opvoeding, kerkelijke geschiedenis, handel, nijverheid, landbouw, scheepvaart, verkeer en folklore." Naast de thema's bevatte de encyclopedie een aantal levende personen die zich op maatschappelijk en cultureel gebied hadden onderscheiden.